# Brunt Basin
Brunt Basin är en bassäng i Antarktis. Den ligger i havet utanför Östantarktis. Argentina och Storbritannien gör anspråk på området.